# Vicky Hartzler
Vicky Jo Hartzler, född 13 oktober 1960 i Harrisonville i Missouri, är en amerikansk republikansk politiker. Hon är ledamot av USA:s representanthus sedan 2011. Hartzler har varit verksam som lärare, jordbrukare och affärskvinna.
I mellanårsvalet i USA 2010 besegrade Hartzler sittande kongressledamoten Ike Skelton.
Gift med Lowell och har ett barn: Tiffany.